# Indy Grand Prix of Sonoma 2006
Indy Grand Prix of Sonoma 2006 var ett race som var den trettonde och näst sista deltävlingen i IndyCar Series 2006. Racet kördes den 27 augusti på Sears Point. Marco Andretti blev IndyCars yngsta vinnare någonsin, då han 19 års ålder tog hand om segern. Ingen av de tre titelkandidaterna Scott Dixon, Hélio Castroneves eller Dan Wheldon tog in några större mängder poäng på ovalspecialisten Sam Hornish Jr. under tävlingen, och det gjorde att Hornish kunde behålla mästerskapsledningen inför finalen på Chicagoland.

## Slutresultat
| Plats | Förare            | Team                     | Grid | Kvaltid  |
| ----- | ----------------- | ------------------------ | ---- | -------- |
| 1     | Marco Andretti    | Andretti Green Racing    | 2    | 1.17,083 |
| 2     | Dario Franchitti  | Andretti Green Racing    | 5    | 1.17,289 |
| 3     | Vitor Meira       | Panther Racing           | 8    | 1.18,301 |
| 4     | Scott Dixon       | Chip Ganassi Racing      | 1    | 1.17,034 |
| 5     | Hélio Castroneves | Marlboro Team Penske     | 3    | 1.17,212 |
| 6     | Dan Wheldon       | Chip Ganassi Racing      | 6    | 1.17,594 |
| 7     | Jeff Simmons      | Rahal Letterman Racing   | 14   | 1.19,563 |
| 8     | Danica Patrick    | Rahal Letterman Racing   | 11   | 1.19,028 |
| 9     | Sam Hornish Jr.   | Marlboro Team Penske     | 10   | 1.18,594 |
| 10    | Bryan Herta       | Andretti Green Racing    | 9    | 1.18,351 |
| 11    | Tony Kanaan       | Andretti Green Racing    | 4    | 1.17,232 |
| 12    | Ed Carpenter      | Vision Racing            | 16   | 1.20,337 |
| 13    | Kosuke Matsuura   | Fernández Racing         | 13   | 1.19,242 |
| 14    | Scott Sharp       | Fernández Racing         | 17   | 1.21,659 |
| 15    | Buddy Rice        | Rahal Letterman Racing   | 12   | 1.19,212 |
| 16    | Ryan Briscoe      | Dreyer & Reinbold Racing | 7    | 1.18,261 |
| 17    | Tomas Scheckter   | Vision Racing            | 18   | -        |
| 18    | Jeff Bucknum      | A.J. Foyt Enterprises    | 15   | 1.20,096 |